# Бєлоусов Рем Олександрович
Рем Олександрович Бєлоусов (28 лютого 1926, Ленінград — 5 вересня 2008, Москва) — радянський та російський економіст, доктор економічних наук, професор. Почесний професор МІРБІС.
Член колегії міністерства економічного розвитку Росії.

## Біографія
Народився 28 лютого 1926 року у Ленінграді. Дитинство та юність провів у гарнізоні під Новгородом. Евакуйований в місто Куйбишев. Працював у автомайстернях учнем слюсаря, слюсарем, бригадиром.
Брав участь у німецько-радянській війні з червня 1944 по вересень 1944 (стажування авіамеханіком, бортстрілком Іл-4 у діючій армії; брав участь у вильотах на Будапешт).
Закінчив МДІМВ у 1950 році. Працював в економічному відділі Посольства СРСР у Берліні на посаді експерта, НДЕІ при Держплані СРСР.
1953 року захистив кандидатську дисертацію «Основи планового господарства в Німецькій Демократичній Республіці».
У 1960-х роках брав участь у розробці так званої «реформи Косигіна».
1967 року захистив докторську дисертацію «Громадські витрати праці та рівень оптових цін».
З 1973 року очолював кафедру управління соціально-економічними процесами Академії суспільних наук, нині Російської академії державної служби (нині кафедра загального та соціального менеджменту). Підготував понад сто докторів та кілька сотень кандидатів наук.
У 1970—1980-х роках був у тривалих відрядженнях у країнах Південно-Східної Азії як радник керівництва В'єтнаму та Лаосу.
З 1997 року — академік громадської академії РАПН.
Вийшовши на пенсію, працював над багатотомною книгою з економічної історії Росії XX століття, яка на думку російських економістів є найповнішою працею з економічної історії СРСР. У книзі проаналізовано періоди НЕПу, колективізації, індустріалізації, повоєнного відновлення, «косигінських» реформ та перебудови.

## Родина
- Дружина — Аліса Павлівна Бєлоусова (Травнікова) (1934—2015) — хімік (радіохімік), кандидат хімічних наук, спеціалізувалася на вивченні рідкісних елементів, викладала в Московському державному університеті тонких хімічних технологій імені М. В. Ломоносова[3].
- Син — Андрій Ремович Бєлоусов — виконувач обов'язків Голови Уряду Російської Федерації з 30 квітня по 19 травня 2020 року. Із 21 січня 2020 року Перший заступник голови уряду Російської Федерації[4]. Міністр оборони РФ із 13.05.2024 року
- Син — Дмитро Ремович Бєлоусов — кандидат економічних наук, завідувач лабораторії Інституту народногосподарського прогнозування РАН[5].

## Нагороди
- Орден Вітчизняної війни II ступеня
- Орден Дружби народів
- Орден «Знак Пошани»
- Медалі СРСР, Росії, В'єтнаму та Грузії

## Праці
- Рост экономического потенциала, 1971.
- Основы научного управления социалистической экономикой, 1975.
- Экономическая история России: XX век.
  - Кн. 1: На рубеже двух столетий. — 1999. — 406, [1] с. : табл. — ISBN 5-86656-085-2
  - Кн. 2: Через революцию к НЭПу. — 2000. — 422 с. : табл. — ISBN 5-86656-108-5
  - Кн. 3: Тяжёлые годы роста и обновления. — 2002. — 397, [1] с. : табл. — ISBN 5-86656-132-8
  - Кн. 4: Экономика России в условиях «горячей» и «холодной» войн. — 2004. — 415 с. — ISBN 5-86656-153-0
  - Кн. 5: Драматический кризис в конце столетия. — 2006. — 463 с. : табл. — ISBN 5-86656-183-2
- Белоусов, Гапоненко, Омаров. Общий и специальный менеджмент.
- Рэм Александрович Белоусов. Война имеет разные формы
- «Новая модель государственных финансов России: перспективы и ограничения»
- «Этапы становления российской модели воспроизводства»
- «Трансформация системы государственных финансов».